# Línea 58 (Media Distancia)
La línea 58 (Madrid - Jaén) es una línea ferroviaria realizada por servicios MD que recorre la mitad sur de España.  Discurre por vías convencionales electrificadas a 3 000 V CC de ancho ibérico, pertenecientes a Adif. Es operada por la sección de Media Distancia de Renfe Operadora mediante trenes Serie 499. Anteriormente era conocida como línea R8.